# Neurothemis stigmatizans
Neurothemis stigmatizans är en trollsländeart. Neurothemis stigmatizans ingår i släktet Neurothemis och familjen segeltrollsländor.

## Underarter
Arten delas in i följande underarter:
- N. s. bramina
- N. s. manadensis
- N. s. stigmatizans

## Bildgalleri

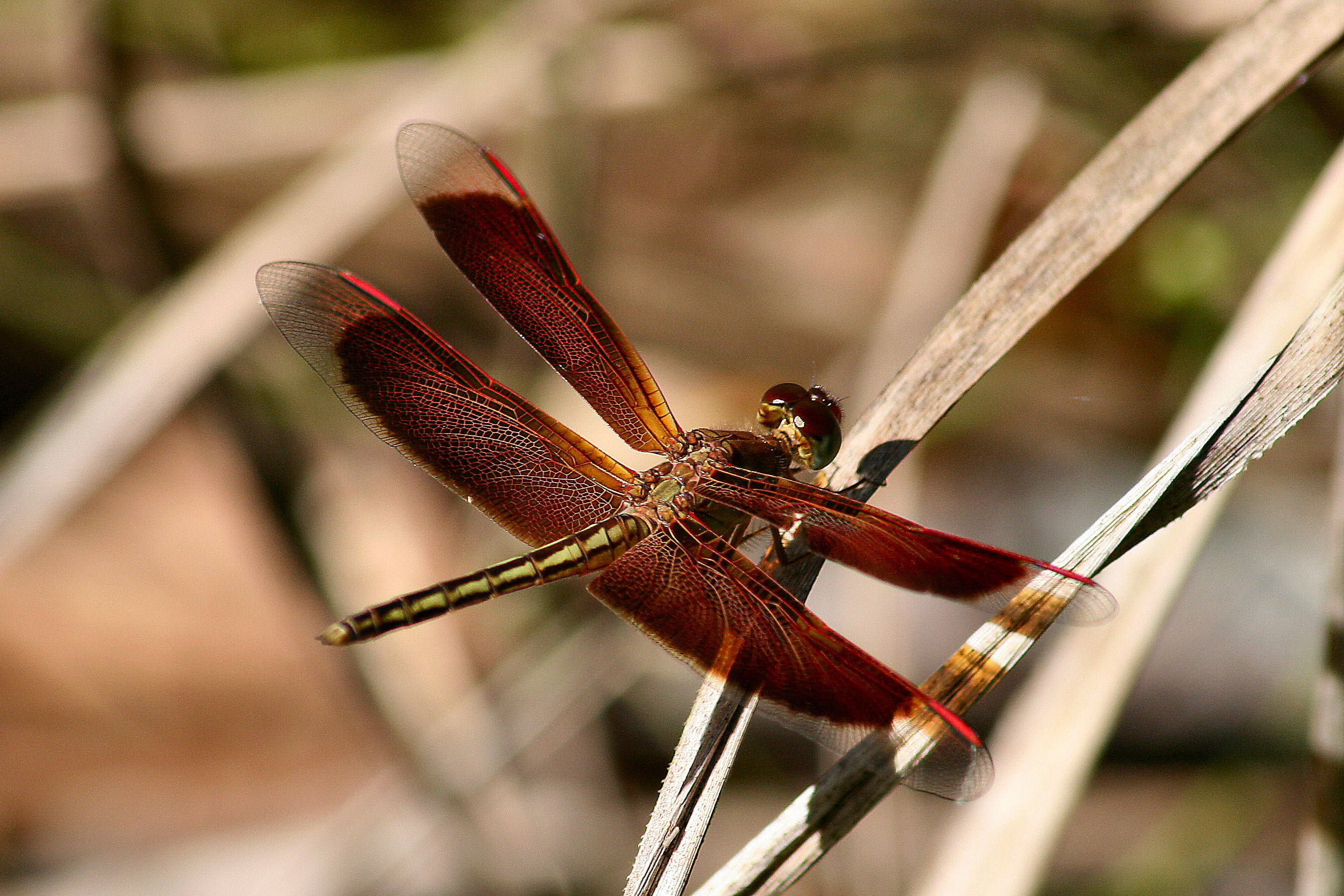
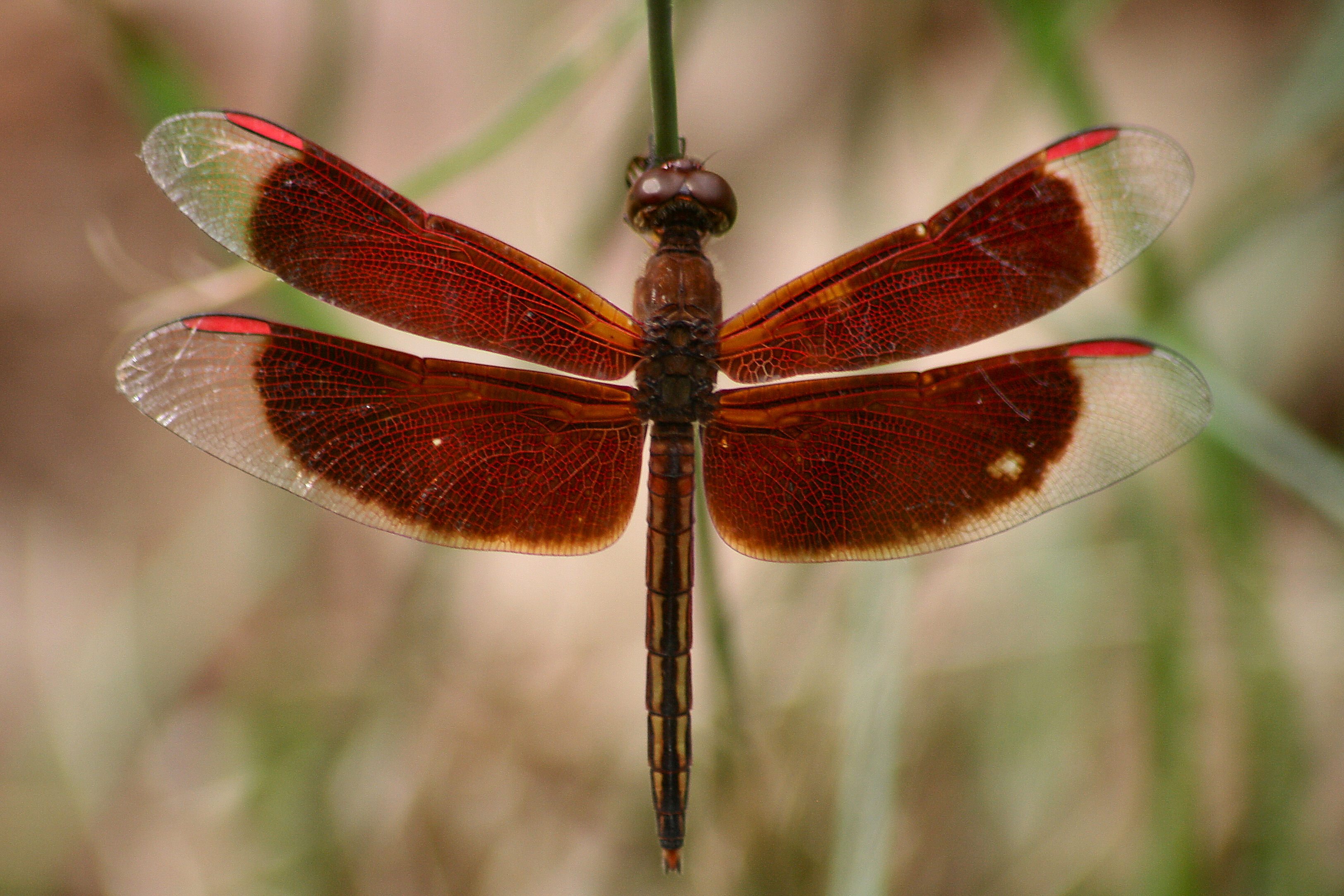